# مهتاب (آلبوم ویگن)
 مهتاب نام یک آلبوم موسیقی اثر ویگن ، هنرمند ایرانی است که در سبک پاپ تهیه شده و دارای ۱۲ آهنگ است.

## فهرست آهنگ‌ها
| ردیف | آهنگ         |
| ۱    | مهتاب        |
| ۲    | بی‌ستاره      |
| ۳    | رقیب         |
| ۴    | شاید بیایی   |
| ۵    | عیادت        |
| ۶    | قریق         |
| ۷    | شکوفه‌ها      |
| ۸    | بی‌خبر از عشق |
| ۹    | دام گیسو     |
| ۱۰   | وعده‌شکن      |
| ۱۱   | پری دریا     |
| ۱۲   | راز دل       |